# Viaduc de l'Isthme
Le viaduc de l'Isthme est un pont ferroviaire espagnol franchissant le lac de Contreras à Villargordo del Cabriel, dans la province de Valence. Long de 830 mètres, cet ouvrage d'art doté de douze travées porte la LGV Madrid - Levant.